# 阪急1600系電車
阪急1600系電車（はんきゅう1600けいでんしゃ）は、1957年に京阪神急行電鉄が京都線用に導入した電車である。100形（P-6）の電装解除に伴って発生した主電動機など電装品を流用し、車体と台車を新造した。神宝線の1200系と同じ思想であるが、台車は捻出する旧型車両が京都線にないため新製されている。
車体は1300系と同じで、全車とも2扉ロングシート車として竣工している。

## 主要機器
主電動機は100形の一部を電装解除で捻出された東洋電機製造TDK-527-1A（端子電圧750V時定格出力149.2kW、805rpm。）を搭載する。駆動方式は吊り掛け式、歯数比は100形と共通の2.35である。主制御器は多段電動カム軸式の東洋電機製造ES-559が搭載された。
台車は1600形が全車710系と共通のゲルリッツ式台車である扶桑金属工業FS-103、1650形はFS-103と1300系や1010・1100系と同じアルストムリンク式台車のFS-311を混用していた。
ブレーキは710系と同様、A動作弁と中継弁を組み合わせたAMA-R、ACA-Rを採用し、後に710系と同じくARSEに更新された。

## 製造
1957年5月から1960年9月の間に、制御電動車(Mc)の1600形1601 - 1606と、制御車(Tc)の1650形1651 - 1656の合計12両がナニワ工機で製造された。
| ← 大阪京都 → | ← 大阪京都 → | 竣工      |
| Mc           | Tc           |           |
| 1601         | 1651         | 1957年5月 |
| 1602         | 1652         |           |
| 1603         | 1653         |           |
| 1604         | 1654         |           |
| 1605         | 1655         |           |
| 1606         | 1656         |           |

## 改造
1968年から1972年にかけて3扉化され、ブレーキはHSCへ変更された。列車無線装置やATSは一旦全車に装備されたが、1972年に1601・1603・1606・1652・1654・1655の運転台が撤去され、4連固定化された。冷房化はされなかった。
1971年の1000形の1010系編入に際して、台車は1650形のFS-311Kを1000形に、1000形から捻出のFS-303を810系の864 - 867に、その810系から捻出のFS-103を1650形に順繰りで転用した。

## 運用
全車運転台付きの頃は、主に本線や千里線で普通運用に就く事が多かったが、6両編成で急行に使用される事もあった。
一部車両の運転台が撤去されてからは、1975年（昭和50年）ごろまで4両編成で本線普通運用に使用され、その後は6両編成で千里線で使用された。
1980年（昭和55年）8月からは、7両編成1本が千里線で、4両編成1本が嵐山線で運用され、1982年（昭和57年）2月に千里線での運用を終えると、以後は嵐山線で2本が運用され、1983年（昭和58年）12月末に廃車された。
なお、千里線での運用終了に伴い1982年に休車となった1601は、VVVF制御方式の試験車として使用された。
これは、1982年（昭和57年）に東洋電機製造が相模鉄道6000系を使用してVVVFインバータ制御の改良試験を実施し、改めて9月から10月に当形式の1601号車に同社製のVVVFインバータ（2,500V-500Aの逆導通サイリスタ素子を使用・150kW主電動機4台制御）を搭載して走行試験が実施された。当形式の試験では、国内では架線電圧1500Vにおいて初めて110km/hの高速運転、100km/hからの回生ブレーキ走行となった。